# Forcipomyia masaakii
Forcipomyia masaakii är en tvåvingeart som beskrevs av Debenham 1989. Forcipomyia masaakii ingår i släktet Forcipomyia och familjen svidknott. Inga underarter finns listade i Catalogue of Life.